# Capivari de Baixo
Capivari de Baixo là một đô thị thuộc bang Santa Catarina, Brasil. Đô thị này có diện tích 53 km², dân số năm 2007 là 20064 người, mật độ 378,6 người/km².